# Сьюдад-В'єха (Гватемала)
Сьюдад-В'єха (ісп. Ciudad Vieja — «старе місто») — муніципалітет у гватемальському департаменті Сакатепекес. На це місце 22 листопада 1527 року було перенесене місто Сантьяго-де-лос-Кабальєрос-де-Гоатемалан, столиця іспанського генерал-капітанства Гватемала. Коли це місто було зруйноване 11 вересня 1541 року в результаті селю, що зійшов з вулкану Агуа, місто було залишене, а столиця колонії була знову перенесена на місце сучасного міста Антигуа-Гватемала.